# Busa István
Busa István (Kecskemét, 1961. május 31. –) olimpiai és világbajnoki bronzérmes, kétszeres Európa-bajnok magyar tőrvívó, Kecskemét legjobb eredményekkel rendelkező vívója.

## Élete és pályafutása
Egy ideig a Kecskeméti TE vívószakosztályának sportolója volt, ahol Novomeszki István volt az edzője. Első jelentősebb sporteredménye 1978-ban volt, amikor 6. helyezett lett az ifjúsági magyar bajnokságon. A Csepel SC vívójaként jelen volt az 1986-os szófiai vívó-világbajnokságon, ahol egyéni számban indult, a döntőbe viszont nem tudott bekerülni, így a 23. helyezett lett. Egy évvel később részt vett a svájci Lausanne-ban megrendezett világbajnokságon, ahol csapatban bronzérmet szerzett – a versenyre indított csapat másik négy tagja Érsek Zsolt, Gátai Róbert, Szekeres Pál és Szelei István volt. Az egyéni versenyszámban a 36. helyet sikerült megszereznie.
Két olimpián indult, mindkettőn a Csepel SC csapatának tagjaként versenyzett. A Szöulban megrendezett 1988. évi nyári olimpiai játékokon négy másik vívó – Érsek Zsolt, Szekeres Pál, Szelei István és Gátai Róbert – társaságában a harmadik helyet szerezte meg a férfi tőrcsapat tagjaként.
Az 1990-es lyoni világbajnokság egyéni tőrversenyében 36. lett. 1991-ben Budapesten rendezték meg a világbajnokságot, ahol Busa ismét részt vett, viszont egyéniben csak a 48. helyezést tudta megszerezni. Az 1991-es vívó-Európa-bajnokságon két aranyérmet szerzett. Tőr csapatban Érsek Zsolt, Németh Zsolt és Kun Csaba társaságában sikerült első helyezést szereznie, és a tőrvívás egyéni versenyszámában is a dobogó legfelső fokán végzett.
Az egy évvel későbbi, 1992. évi nyári olimpiai játékokon ismét bekerült a magyar tőrvívócsapatba, ahol Érsek Zsolt, Gátai Róbert, Kiss Róbert és Németh Zsolt vívókkal indult együtt. A Barcelona városában megrendezett sporteseményen végül a negyedik helyezést sikerült megszerezniük.
1993-ban az esseni világversenyen a 23. helyet érte el. Az athéni 1994-es világbajnokságon egyéniben a 22. helyezést szerezte meg.
Napjainkban is részt vesz különböző országos és nemzetközi vívóversenyeken. 2009 májusában részt vett a Balatonfüreden megrendezett veterán egyéni Európa-bajnokságon, ahol a 17. helyezést szerezte meg az I. korcsoport indulójaként. Ugyanezen év nyarán átigazolt a Kecskeméti Repülő és Vívó Sportegyesület (KRVSE) nevű sportcsapathoz.
A 2011-es veterán egyéni vívó-Európa-bajnokságon is részt vett. A 2011 novemberében megrendezett szolnoki országos vidékbajnokságon egyéni tőr versenyszámban a 10. helyet tudta megszerezni az 50+-os korcsoportban.